# شرکت هاوکینز
شرکت هاوکینز (به انگلیسی: Howkins Cookers Limited) از سال ۱۹۵۹ میلادی تاکنون در زمینه تولید ظروف آشپزخانه مشغول به کار بوده و در حال حاضر نیز با ۲ دفتر کار، ۳ کارخانه و حدود ۱۰۰۰ پرسنل تولید محصولات خود را ادامه می‌دهد. محصولات این شرکت تحت برندهایی با نامهای Hawkins، Futura، Contura، Hevibase، Big Boyو Ventura تولید می‌شوند. این شرکت پیشتاز تولید زودپز و سایر ظروف آشپزی در انگلستان و هندوستان بوده و از سال ۱۹۷۴ تاکنون موفق شده بخش عمده تولیدات خود را به بیش از ۴۰ کشور دنیا صادر نماید.
این شرکت تا به امروز بیش از ۶۹ میلیون زودپز به جهان عرضه کرده‌است. تمامی دیگ‌های زودپز توسط Underwriters Laboratories Inc کشور آمریکا از نظر ایمنی تست شده و گواهی‌های تطبیق ایمنی این محصولات با استانداردهای ایمنی آمریکا در این خصوص با موفقیت اخذ شده‌است. تمامی زودپزهای تولید هاوکینز دارای درب‌هایی هستند که از داخل فیکس می‌شوند.
این نوع طراحی ویژه از ایمنی بالاتری نسبت به زودپزهای معمولی برخوردار است و برای باز کردن درب لازم است آن را کمی به داخل رانده و سپس در داخل ظرف گرداند، به این ترتیب بدون آنکه فشار داخل زودپز به سطح قابل قبولی برسد، امکان باز شدن درب به صورت کامل وجود ندارد و حتی در بدترین موارد خروج فشار از داخل زودپز بدون هیچ خطری انجام می‌شود. تمامی زودپزها برای ضد نشت بودن تست شده‌اند و با بکارگیری یک سیستم تنظیم فشار ویژه، بیشترین سرعت پخت تضمین شده‌است.